# Reise nach Südwest
Reise nach Südwest (OT: Cesta na jihozápad) ist ein tschechoslowakischer Western-Kinderfilm aus dem Jahr 1989. Der nach Jack London entstandene Film wurde in seinem Entstehungsland am 1. November 1989, in Deutschland nach seiner Fernsehaufführung ab dem 5. März 1992 auch in den Kinos gezeigt.

## Inhalt
Yukon: Der Indianer Hundeschwanz findet den vierzehnjährigen Ben halb erfroren in einem Schneesturm neben seinem toten Vater. Er bringt ihn in ein Goldgräbercamp, wo der Junge bald als Schürfhelfer beim brutalen O’Brien arbeiten muss, der ihn wie einen Hund angekettet hält. Der Fremde Chet, der eines Tages ins Camp kommt, kann Ben befreien.
Ben lässt sich vom alten Jones, der nach San Francisco unterwegs ist, mitnehmen; es beginnt eine unruhige Reise, da mit im Gepäck das angebliche Vermögen von Jones’ verstorbenem Freund in einer Truhe verstaut ist, das seinen Erben überbracht werden soll. Bei einem Überfall – auch Chet befindet sich unter den Angreifenden – wird Jones getötet, und Ben bleibt mit der Truhe in der Wildnis zurück.
Die Ganoven werden von einem Indianer getötet: Hundeschwanz rettet erneut Bens Leben. Ben zieht mit der Truhe, die nur Fotos und Briefe des alten Goldgräbers beinhaltet, weiter nach San Francisco.

## Kritik
„Betulich inszenierter Kinderfilm mit schönen Landschaftsaufnahmen, der die Qualitäten der literarischen Vorlage von Jack London nicht zu nutzen weiß.“

## Bemerkungen
Gedreht wurde in Sibirien.